# Le Témoin amoureux
Pour plus de détails, voir Fiche technique et Distribution.
Le Témoin amoureux (Made of Honor) ou Un amour de témoin au Québec est une comédie romantique réalisée par Paul Weiland. Elle est sortie le 2 mai 2008 aux États-Unis et le 18 juin 2008 en France.

## Synopsis
Tom ne s'est jamais rendu compte d'une chose : il est amoureux de sa meilleure amie. Il lui aura fallu six semaines, pendant lesquelles Hannah est partie en Écosse, pour comprendre qu'il voulait l'épouser. Seulement voilà, elle est revenue avec un futur mari dans ses valises, un riche Écossais. Mais pire que tout, elle demande à Tom d'être son témoin.
Il va accepter tout en essayant de prouver à Hannah que c'est lui qu'elle aime et qu'elle est sur le point de faire une grosse bêtise.

## Fiche technique
- Titre original : Made of Honor
- Titre français : Le Témoin amoureux
- Titre québécois : Un amour de témoin
- Réalisateur : Paul Weiland
- Scénariste : Deborah Kaplan, Harry Elfont et Adam Sztykiel
- Direction artistique : Sue Chan, Phil Harvey et Mark Scruton
- Costumes : Penny Rose
- Directeur de la photographie : Tony Pierce-Roberts
- Montage : Richard Marks
- Musique : Rupert Gregson-Williams
- Mixage : Steve Nelson
- Production :  Neal H. Moritz
- Distribution :
  - États-Unis : Columbia Pictures
  - France : Sony Pictures Releasing France
- Budget : 40 millions de dollars
- Box-office : 
  - États-Unis : 46 012 734 dollars[1]
  - France : 412 598 entrées[2]
  - Monde : 105 962 760 dollars[1]
- Pays de production : États-Unis, Royaume-Uni
- Langue : anglais
- Format : Couleur • 2.35:1 • 35mm • Son Dolby Digital, SDDS et DTS
- Durée : 101 minutes
- Dates de sortie :
  - États-Unis : 2 mai 2008
  - France : 18 juin 2008

## Distribution
- Patrick Dempsey (V. F. : Damien Boisseau ; V. Q. : Benoit Éthier) : Thomas "Tom" Bailey, Junior
- Michelle Monaghan (V. F. : Stéphanie Hédin ; V. Q. : Geneviève Désilets) : Hannah
- Sydney Pollack (V. F. : Georges Claisse ; V. Q. : Marc Bellier) : Thomas Bailey, Senior
- Kadeem Hardison (V. F. : Daniel Lobé ; V. Q. : Pierre Auger) : Felix
- Beau Garrett (V. Q. : Éveline Gélinas) : Gloria
- Kevin McKidd (V. F. : Éric Herson-Macarel ; V. Q. : Jean-Luc Montminy) : Colin McMurray
- Busy Philipps (V. F. : Caroline Delauney ; V. Q. : Nadia Paradis) : Melissa
- Kelly Carlson : Christine
- Kathleen Quinlan (V.F. : Frédérique Cantrel ; V. Q. : Claudine Chatel) : Joan
- Chris Messina (V. Q. : Antoine Durand) : Dennis
- Jaime Ray Newman : Arielle
- Mary Birdsong : Sharon
- Rab Affleck : Sheep Herder
- Richmond Arquette (V. Q. : Stéphane Rivard) :Gary
- Whitney Cummings (V. F. : Emmanuelle Rivière ; V. Q. : Michèle Lituac) : Stephanie
- Emily Nelson (V. Q. : Anne Bédard) : Hilary
- Selma Stern : grand-mère Pearl
- Craig Susser : l'avocat de Christie
- James Sikking : le révérend Foote
- Sarah Wright : la blonde sexy
- Christine Barger : la blogueuse psychopathe

## Autour du film
- Le Témoin amoureux est le dernier film dans lequel apparait l'acteur et réalisateur Sydney Pollack, décédé quelques jours après la sortie du film.
- Patrick Dempsey et Kevin McKidd se retrouveront la même année dans la série Grey's Anatomy, où ils incarnent respectivement les rôles du Dr. Derek Shepherd et du Dr. Owen Hunt.

## Accueil

### Accueil critique
Le long-métrage obtient un accueil négatif de la part des critiques professionnels. Le site Rotten Tomatoes lui attribue 14% d'opinions favorables, sur la base de 115 critiques, et une moyenne de 4⁄10, tandis que le site Metacritic lui attribue un score de 37⁄100 sur le site Metacritic, pour 25 critiques.